# Trachinotus baillonii
 Trachinotus baillonii és una espècie de peix de la família dels caràngids i de l'ordre dels perciformes.

## Morfologia
Els mascles poden assolir els 60 cm de longitud total.

## Distribució geogràfica
Es troba des del Mar Roig fins al sud del Japó i Mangareva.